# Стюарт, Александр, граф Ментейт
Александр Стюарт, граф Ментейт (англ. Alexander, Earl of Menteith; умер до 1306 года) — шотландский дворянин и член семьи Стюартов, граф (мормэр) Ментейт (1293—1297/1306).

## Биография
Александр был старшим сыном и наследником Уолтера Баллока Стюарта (1225/1230 — 1293/1294) и Марии I, графини Ментейт (? — ок. 1293). После смерти своей матери Марии, де-юре графини Ментейт, Александр Стюарт унаследовал графство Ментейт.
Первое упоминание о нём в записях — с его братом Джоном де Ментейт в договоре от 20 сентября 1286 года в Тернберри, Каррик, между Робертом Брюсом, лордом Аннандейлом и Стюартами. В другом приказе неизвестной даты, выданном их отцом аббатству Килвиннинг, он и его брат именуются Александром и Джоном де Ментейт. Александр присоединился к своему отцу в хартии, согласно которой церковь Киппена была предоставлена аббатству Камбускеннет, расположенному в графстве, как место захоронения; приказ датирован 1286 годом. Он был назначен шерифом Дамбартона в 1288 году. До того, как стать преемником своего отца, Александр жил в Норхэме в 1291 году и был среди тех, кто присягнул королю Англии Эдуарду I. Граф Ментейт Александр участвовал со своим братом Джоном в битве при Данбаре 27 апреля 1296 года и сбежал в замок Данбар, где он и другие были взяты в плен. Он был отправлен в Англию и заключен в Лондонский Тауэр. Однако его задержание было недолгим, и он был освобожден после обещания служить английскому королю, встретившись с ним в Элгине 27 июля 1296 года. Он повторил это обещание и поклялся в верности в Берике месяц спустя, 28 августа, когда он упоминается как Александр граф Ментейта . Затем Александр отдал в заложники двух своих сыновей, Алана и Питера Alexander seems to have retired from public life after this, tending only to his family affairs. . После этого Александр, кажется, ушел из общественной жизни, занимаясь только своими семейными делами. Он умер до 1306 года.

## Семья
Он женился на леди по имени Матильда (Мод), дочери Роберта, графа Стратерна . У супругов родились дети:
- Алан, граф Ментейт (умер около 1310), который сменил своего отца на посту графа[8].
- Питер, который в 1296 году был заложником в Англии вместе со своим братом Аланом. Он сопровождал короля Эдуарда во Фландрию и принял участие во французской кампании 1297 года, где, возможно, был убит[9].
- Мердок, граф Ментейт (? — 1332), ставший графом Ментейтом[9].
- Александр, названный братом Мердака в грамоте Гилберту Драммонду[9].
- Майлиз, у которого была грамота короля Роберта I Брюса о землях Баллигиллахи[7].
- Маргарет де Ментейт, жена Александр де Абернети (? — ок. 1315)[10].
- Элен, недавно идентифицированная как жена Уильяма Феррерса, 1-го барона Феррерса из Гроби (1272—1325)[7].